# Российско-северокорейские отношения
Дипломатические отношения между Советским Союзом и Корейской Народно-Демократической Республикой установлены в 1948 году. Россия и Северная Корея имеют общую границу длиной 39,4 км, в том числе 17,3 км речной по реке Туманная и 22,1 км морской (Японское море), через которую происходит транспортное и телекоммуникационное сообщение между странами.

## История

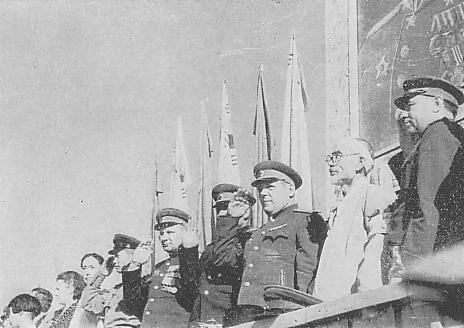
Приветствие Красной Армии в Пхеньяне, 1945 год

### СССР
После окончания Второй мировой войны и изгнания из Кореи японских войск территория Корейского полуострова оказалась разделена по 38-й параллели. Севернее её находились советские войска, южнее — американские. В 1948 году в северной части полуострова было сформировано просоветское коммунистическое правительство во главе с Ким Ир Сеном, и образована Корейская Народно-Демократическая Республика. 12 октября того же года СССР стал первым государством, признавшим новое правительство. Главный военный советник в КНДР генерал-лейтенант Николай Васильев принимал участие в разработке плана вторжения в Южную Корею, что послужило началом Корейской войны. В ходе войны 1950—1953 годов Советский Союз вместе с Китаем активно поддерживал КНДР. 17 марта 1949 года между странами был подписан договор об экономическом и культурном сотрудничестве. В 1960 году он был заменён договором о торговле и мореплавании. В 1956 году КНДР и СССР заключили соглашение о сотрудничестве в области мирного использования ядерной энергии. В 1961 году был подписан базовый двусторонний Договор о дружбе, сотрудничестве и взаимной помощи. В дальнейшем, в период советско-китайского раскола, КНДР занимала нейтральную позицию, поддерживая дружественные отношения как с СССР, так и с КНР. Лидер КНДР Ким Ир Сен приезжал в СССР шесть раз. В 1949 и 1950 годах он встречался с Иосифом Сталиным, в 1961 году — с Никитой Хрущёвым, в 1966 году — с Леонидом Брежневым, в 1984 году — с Константином Черненко, а в 1986 году — с Михаилом Горбачёвым. В ходе этих встреч были подписаны новые двусторонние соглашения о дружбе, сотрудничестве и торговле между двумя странами.

### Российская Федерация

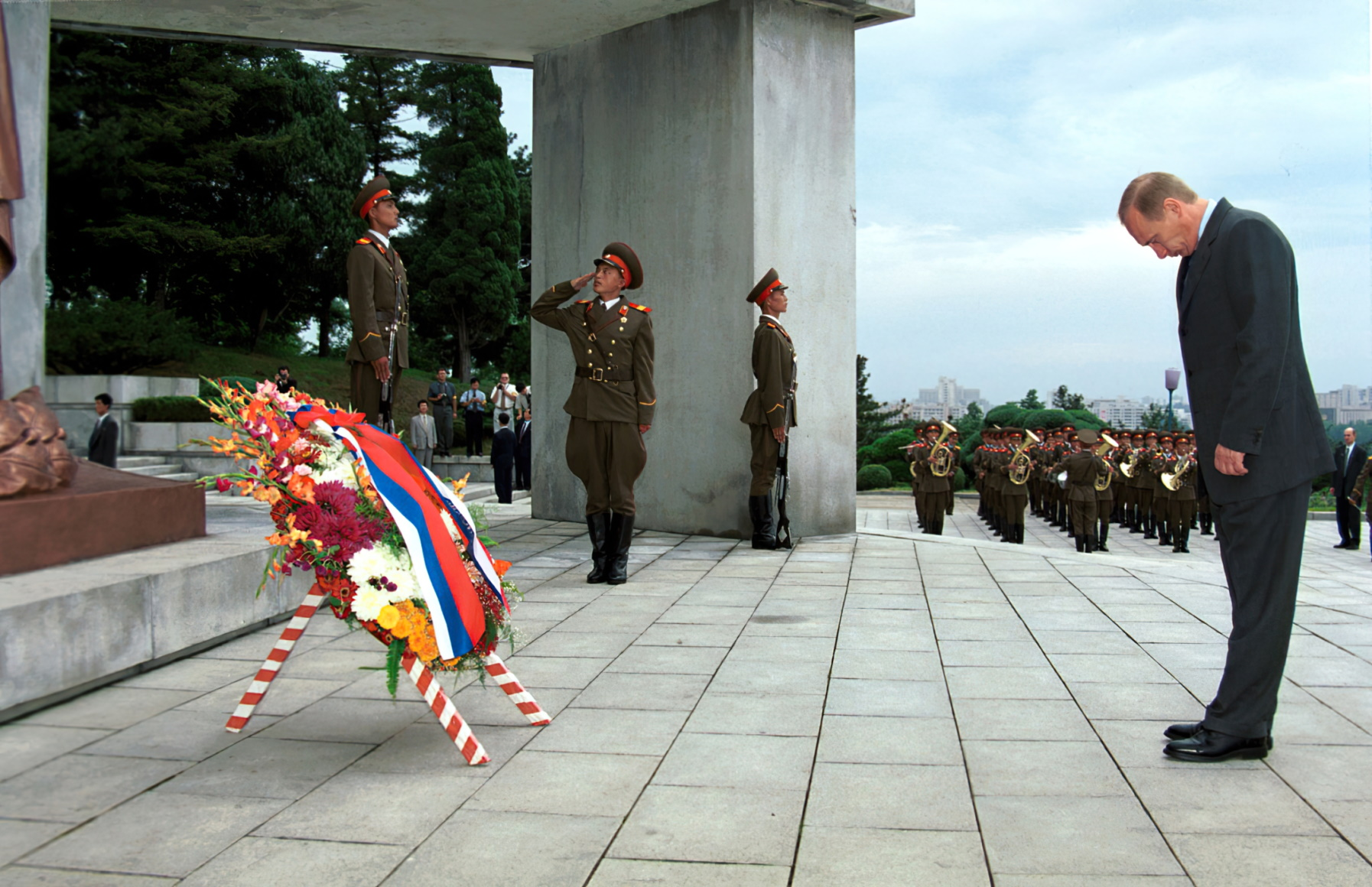
Президент России Владимир Путин
у монумента «Освобождение».
Пхеньян, 20 июля 2000 года

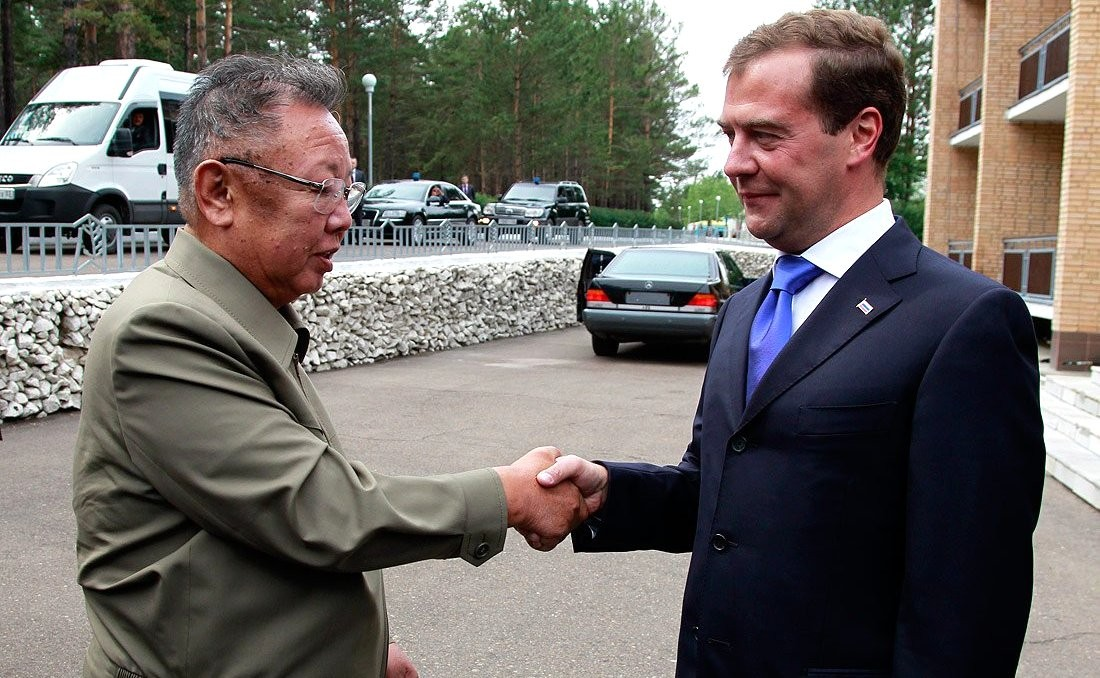
Ким Чен Ир и Дмитрий Медведев. Россия, 2011 год

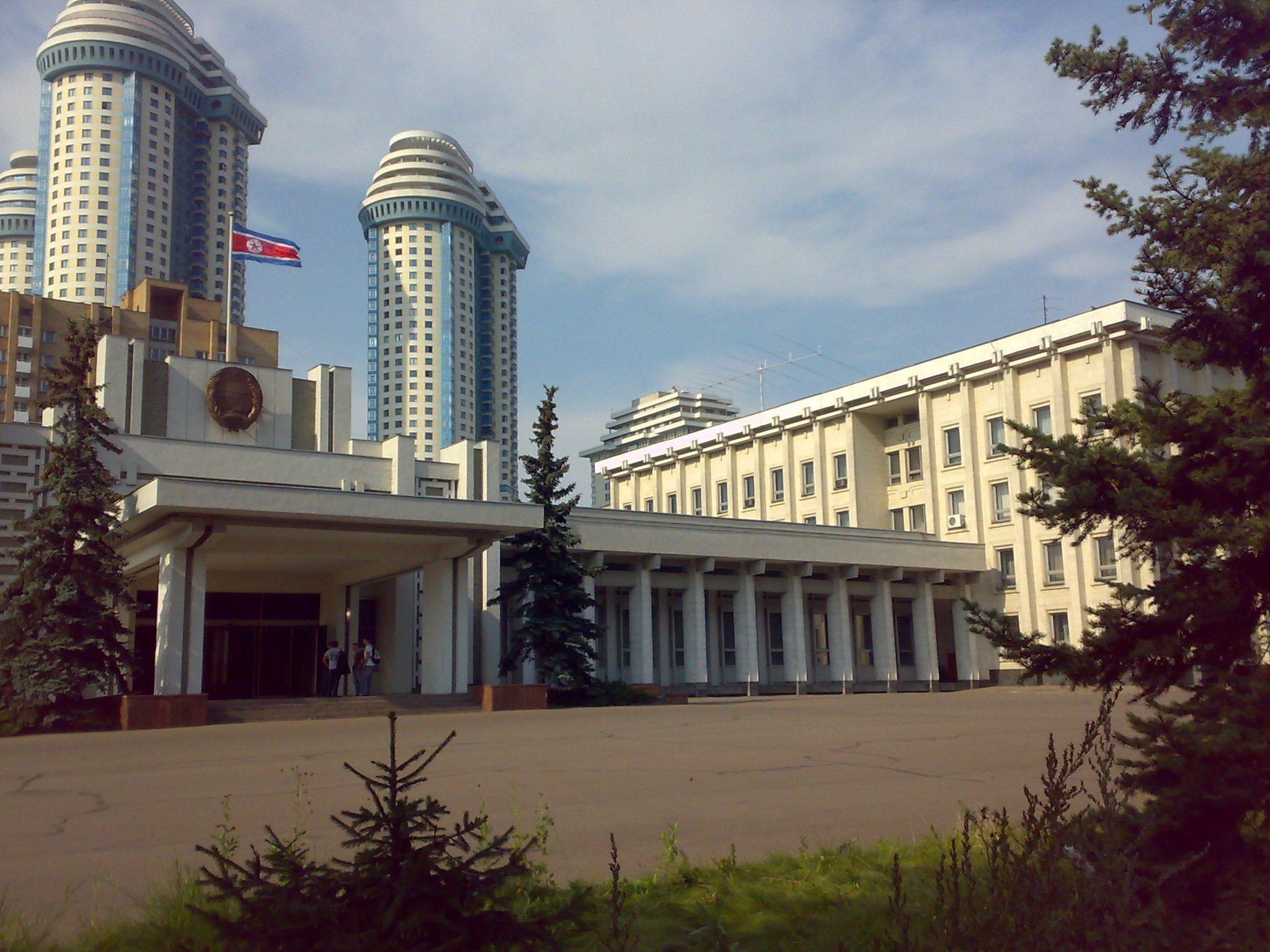
Здание посольства КНДР в России, Москва, 2008 год

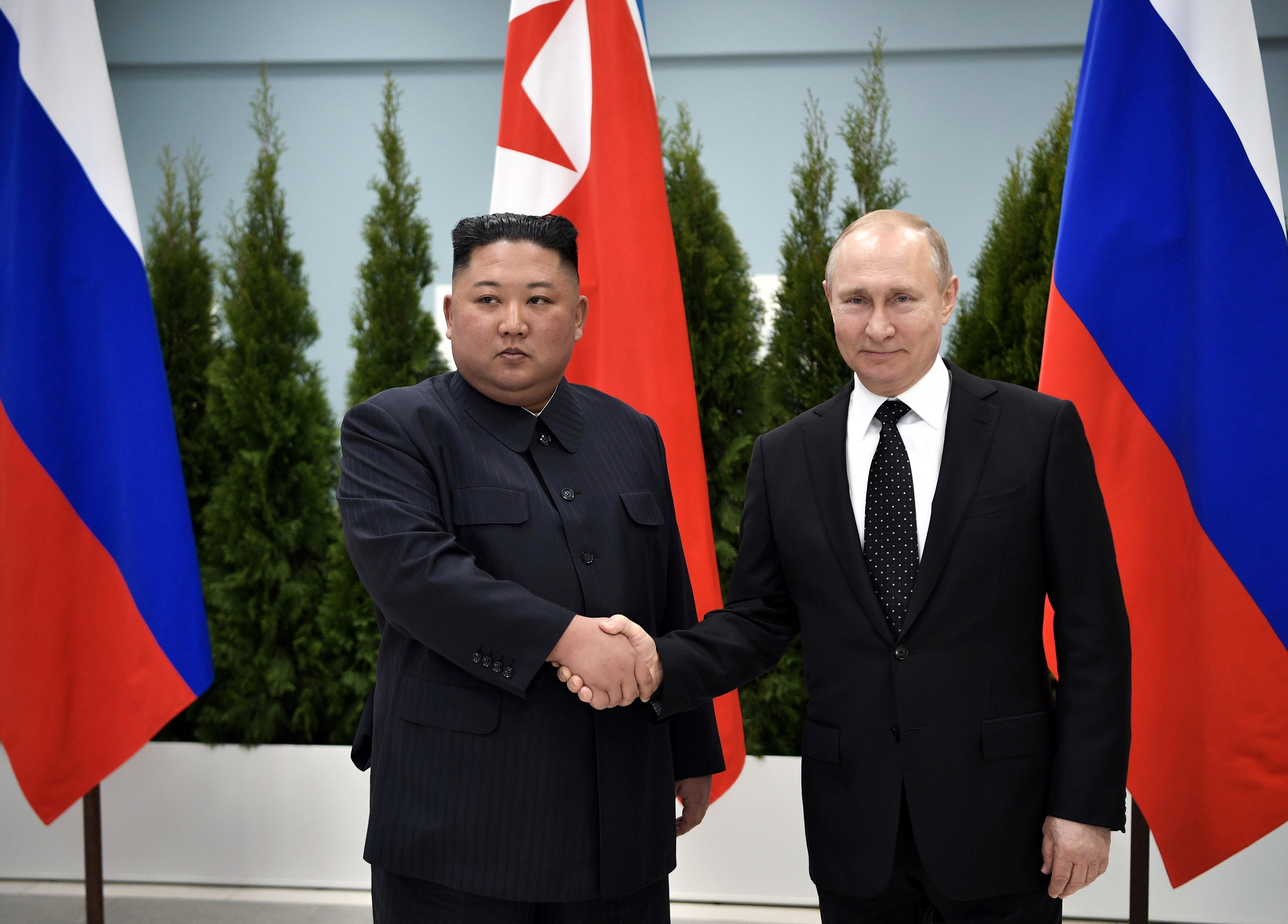
Президент России
Владимир Путин и Председатель Государственного совета КНДР Ким Чен Ын. Владивосток, 2019 год

#### 1991—2022
После распада СССР и прихода к власти в России Бориса Ельцина российско-северокорейские контакты сильно ослабли, а дипотношения в 1990-е годы фактически существовали лишь на уровне посольств. Это проявилось, в частности, в том, что высшее российское руководство не выразило официального соболезнования КНДР по случаю кончины Ким Ир Сена в 1994 году, хотя даже лидеры западных капиталистических стран, в частности, США и Франции, сделали это. Также Россия не предоставляла гуманитарную помощь КНДР во время голода, когда другие соседние страны это сделали. В 1996 году РФ и КНДР обменялись нотами, в которых заявили, что договор 1961 года «потерял своё значение» и «фактически не выполняется». Однако в том же году были подписаны соглашения о сотрудничестве в лесной отрасли и о поощрении и взаимной защите капиталовложений. В 1997 году были заключены договоры об избежании двойного налогообложения и об экономическом и техническом сотрудничестве. И только после прихода к власти Владимира Путина в 2000 году состоялся первый визит главы российского государства в Пхеньян. Между РФ и КНДР был заключён новый договор о дружбе, добрососедстве и сотрудничестве. Тогда были достигнуты договорённости об активизации политических контактов и выработке мер по восстановлению экономического сотрудничества. В последние годы подписаны межправительственные соглашения о воздушном сообщении, о культурном сотрудничестве, о поощрении и взаимной защите капиталовложений, об избежании двойного налогообложения, о взаимных поездках граждан, об экономическом и техническом сотрудничестве; о сотрудничестве в лесной отрасли, в таможенных делах, в сфере борьбы с преступностью и охраны правопорядка, в области использования спутниковых навигационных систем.
Лидер КНДР Ким Чен Ир нанёс визит в 2001 году. Он посетил Москву, Санкт-Петербург и Улан-Удэ. В этот визит была подписана Московская декларация, в которой стороны подтвердили намерение содействовать сохранению стабильности и укреплять двусторонние отношения, прежде всего в торгово-экономической сфере. В августе 2002 года Ким Чен Ир совершил четырёхдневную поездку по Дальнему Востоку. Во Владивостоке он встретился с президентом Владимиром Путиным. В 2011 году глава КНДР снова приехал в Россию. В военном гарнизоне «Сосновый Бор», около Улан-Удэ, он встретился с президентом РФ Дмитрием Медведевым.
Россия периодически оказывает КНДР гуманитарную помощь. 1 августа 2004 года по линии Всемирной продовольственной программы (ВПП) ООН в КНДР прибыла партия продовольствия (34,7 тысячи тонн пшеницы стоимостью 10 миллионов долларов), поставленная в рамках первого российского донорского взноса в ВПП. В 2009 году достигнута договорённость о совместной реконструкции железной дороги Туманган-Наджин. В порту Наджин планируется строительство контейнерного терминала.
В марте 2010 года президент РФ Дмитрий Медведев подписал указ о присоединении России к санкциям Совета Безопасности ООН против КНДР. Документ запретил закупку любых видов вооружения в КНДР. Указ также запрещал перевозку через территорию России и вывоз с территории РФ в КНДР всех видов оружия и связанных с ним материальных средств, а также оказание помощи, связанной с поставкой, изготовлением и эксплуатацией такого оружия. В 2017 году указ о введении ограничений в адрес КНДР подписал президент РФ Владимир Путин. Запреты касались научно-технического сотрудничества, торговли и банковской сферы. 
В 2012 году Россия списала КНДР $11 млрд долга. Россия предоставила стране первичную скидку в размере 90 % от суммы долга. Остаток долга в размере более $1 млрд будет использоваться по схеме «долг в обмен на помощь» в сфере образования, здравоохранения и энергетики при реализации проектов в КНДР. 
КНДР — одна из 11 стран, признавших законность аннексии Крыма Российской Федерацией.
В мае 2014 года было подписано соглашение о переходе на рубли в расчётах между КНДР и Россией. Также 5 мая было подписано соглашение о списании всех корейских долгов перед Россией. По условиям соглашения к сложившемуся в пользу России сальдо взаимных обязательств (более $11 млрд) применяется скидка в размере 90 %. Остаток долга — $1,09 млрд — погашается в течение 20 лет 40 равными полугодовыми платежами путём зачисления на беспроцентный счет, открываемый Внешэкономбанком в Банке внешней торговли КНДР.
22 марта 2018 года между КНДР и Российской Федерации подписан протокол сотрудничества в сфере образования, науки и транспорта.
22 марта 2018 года Министр по развитию Дальнего Востока Александр Галушка предложил КНДР упростить визовый режим для граждан Российской Федерации.
24 апреля 2019 года лидер КНДР прибыл в Приморский край. Это первый визит действующего главы КНДР в Россию. Первая встреча Президента России Владимира Путина с лидером КНДР Ким Чен Ыном состоялась во Владивостоке 25 апреля 2019 года. Обсуждались двусторонние отношения России и КНДР, вопросы, связанным с санкциями, отношения с Организацией Объединённых Наций и Соединёнными Штатами, денуклеаризация Корейского полуострова. Лидеры обсудили строительство новых линий электропередач, газопровода и нефтепровода из России в КНДР.
Заместитель главы МИД России Игорь Моргулов подтвердил готовность Москвы оказать гуманитарную помощь КНДР в связи с засухой в этой стране.

#### С 2022

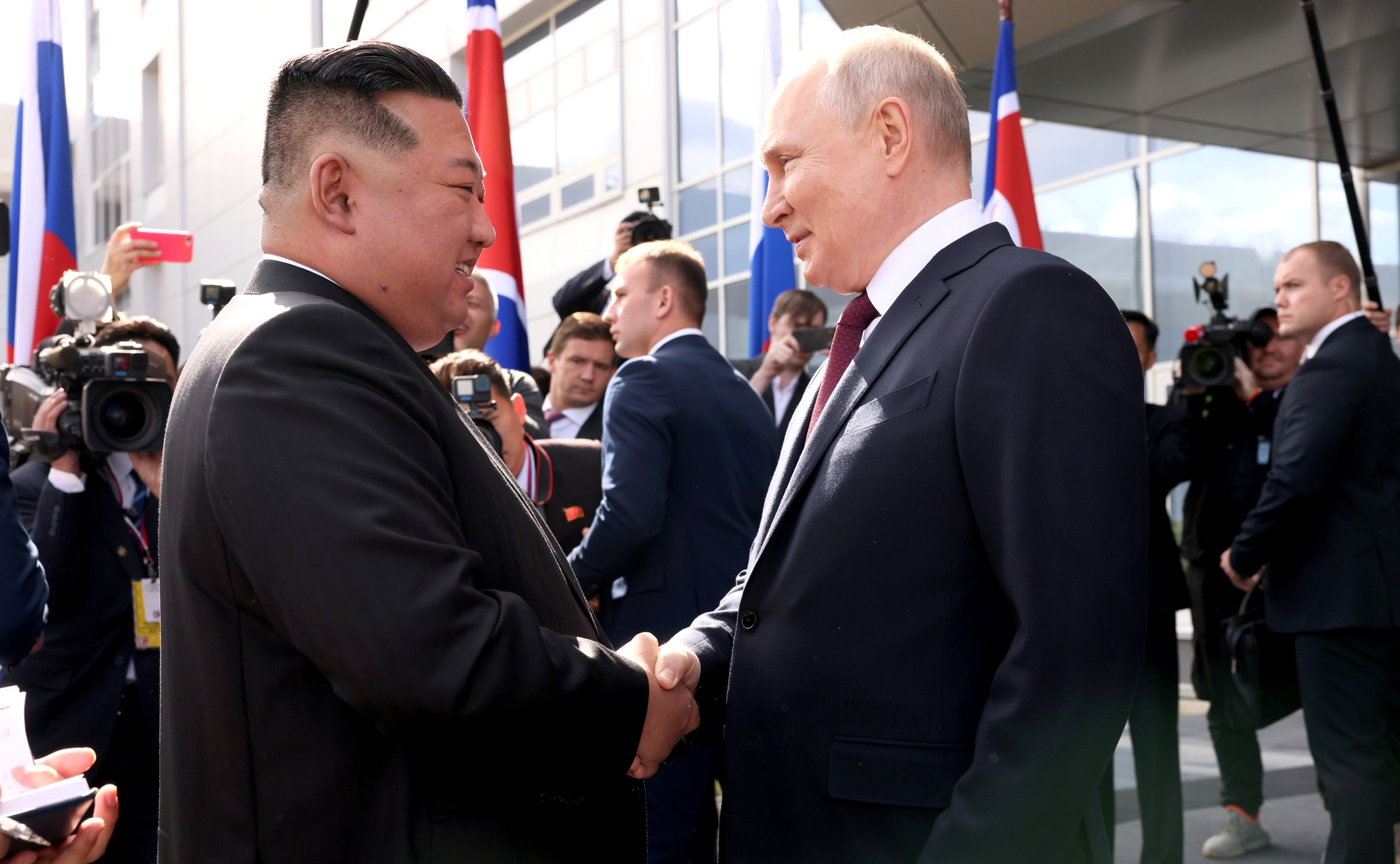
Президент России
Владимир Путин и Председатель Государственных дел КНДР Ким Чен Ын на космодроме Восточный, 2023 год

14 апреля 2022 года директор Первого департамента Азии МИД РФ Георгий Зиновьев заявил, что правительство КНДР полностью поддержало вторжение России на Украину и осудило действия Запада. 13 июля КНДР признала независимость ДНР и ЛНР. Также она признала референдумы в ДНР, ЛНР, Херсонской и Запорожских областях.
13 декабря 2022 года агентство Bloomberg со ссылкой на спутниковые снимки сообщило, что Россия и КНДР возобновили торговое железнодорожное сообщение, которое было приостановлено почти на три года из-за пандемии COVID-19. Агентство назвало это признаком потепления отношений между странами.
Согласно отчёту комитета по санкциям ООН, опубликованному в июне 2023 года, Россия возобновила поставки нефти в КНДР, которые составили около 67 000 баррелей. Bloomberg подчеркнуло, что отношения между странами переживают потепление. В послании российскому лидеру Ким предложил свою поддержку российскому народу и заявил, что подтверждает свою готовность стремиться к более тесному стратегическому сотрудничеству между КНДР и Россией, «крепко держась за руку с президентом России».
16 ноября 2023 года по итогам двусторонних переговоров по экономике, науке и технологиям, Россия и КНДР подписали протокол о расширении сотрудничества во всех вышеупомянутых отраслях областях.
18—19 июня 2024 года президент России Владимир Путин прибыл в КНДР с официальным государственным визитом и подписал с Ким Чен Ыном договор о «всеобъемлющем стратегическом партнёрстве». 
9 ноября 2024 года договор был ратифицирован Россией. 
11 ноября 2024 года лидер КНДР Ким Чен Ын подписал указ о ратификации договора о всеобъемлющем стратегическом партнёрстве с Россией.

## Ядерная программа КНДР
Сотрудничество в ядерной сфере между Советским Союзом и КНДР началось ещё в 1956 году. В 1965 году в стране был запущен первый советский реактор на лёгкой воде ИРТ-2000 мощностью 2 МВт. В 70-х началась активная разработка ядерного оружия при непосредственной помощи СССР и КНР.
С 2003 года Россия принимает участие в шестисторонних переговорах по ядерной программе КНДР.
Официально Москва осудила северокорейский ракетный запуск 12 декабря 2012 года, но по-прежнему выступает против жёстких действий в отношении Пхеньяна.

## Экономика

### Взаимная торговля
СССР был главным торговым партнером КНДР — в 1990 году на него приходилось 53,3 % внешней торговли КНДР, а товарооборот двух стран составил 2,2 млрд долларов. В 1995 году российско-северокорейский товарооборот составил 83 млн долларов, а в 2012 году — только 81 млн долларов.
В 2014 году Госдума РФ ратифицировала договор об урегулировании долгов КНДР по кредитам СССР. Их сумма составляла $11 млрд, 90% от нее были списаны, а оставшиеся $1,09 млрд страна должна выплатить в течение 20 лет. В 2014 году также было заключено соглашение о переходе на рубли во взаимных расчетах. 
Россия регулярно оказывает КНДР продовольственную помощь. В 2020 году по решению Владимира Путина в КНДР было направлено 50 тыс. тонн пшеницы. В 2020–2021 годах РФ выделила $7 млн на оказание продовольственной помощи КНДР по линии ООН. В июне 2023 года ООН опубликовала отчет, в котором говорилось, что Россия возобновила поставки нефти в КНДР. 

### Телекоммуникации
В октябре 2017 году российская телекоммуникационная компания ТрансТелеКом, дочерняя компания ОАО «РЖД», провела по Мосту Дружбы в КНДР альтернативный оптико-волоконный канал Интернета в КНДР.

### Транспорт

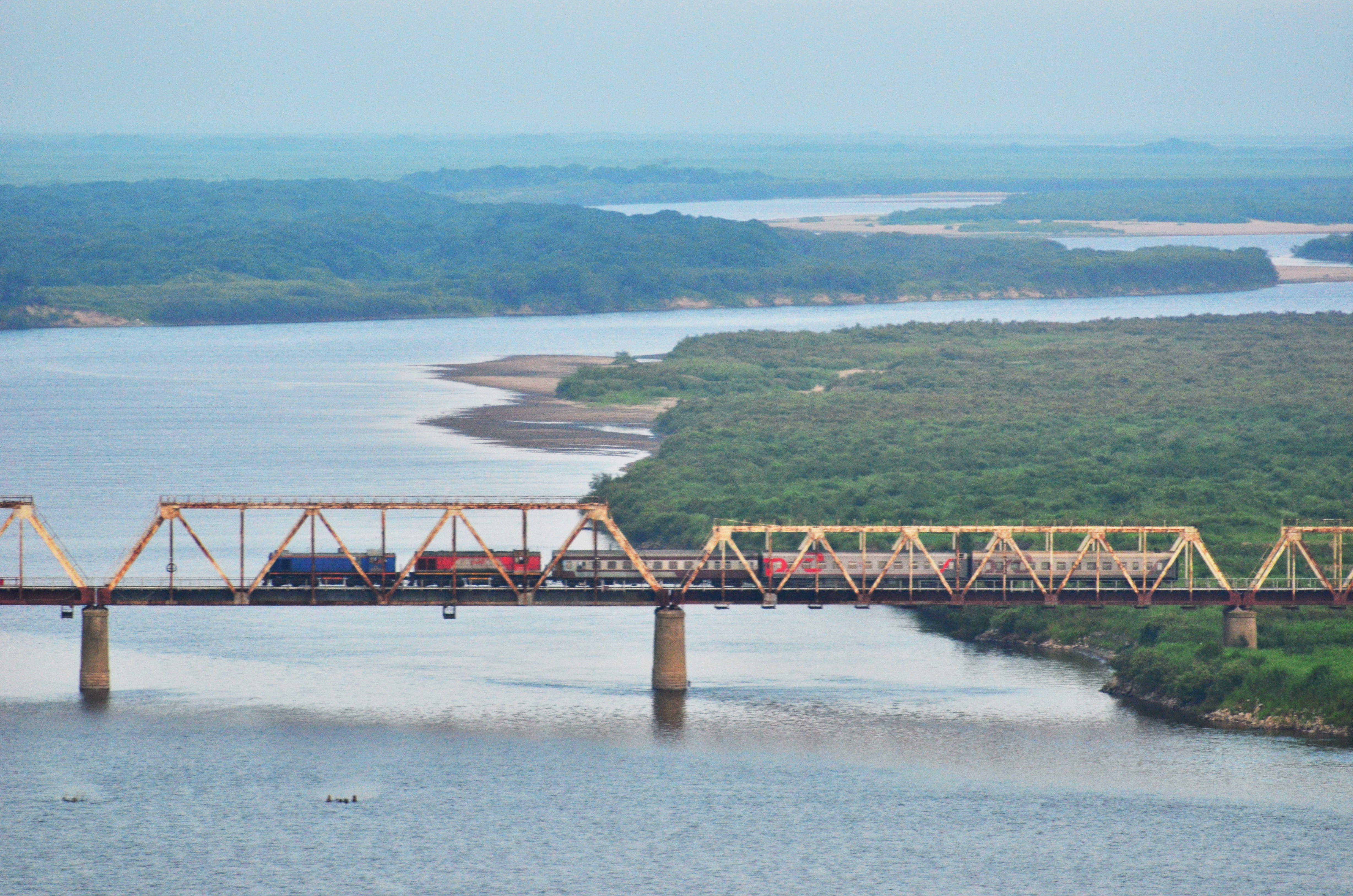
Мост дружбы через реку Туманная, связывающий Россию и КНДР

Через границу проходит оборот пассажирских поездов № 7/8 сообщением Пхеньян — Туманган и 651/652 Уссурийск — Туманган. В составе этих поездов курсирует беспересадочный вагон Корейских государственных железных дорог сообщением «Москва — Пхеньян», перецепляемый в Тумангане между этими поездами, а также два беспересадочных вагона Российских железных дорог сообщением «Москва — Туманган». Пассажиры поезда 651/652 проходят таможенный контроль на станции Туманган.
В 2008–2014 годах был отреставрирован участок железной дороги длиной 54 км от российской станции Хасан к северокорейскому порту Раджин и 3-й причал этого порта. Железнодорожное сообщение между РФ и КНДР было прервано в 2020 году из-за пандемии коронавируса.
В 2019 году были завершены работы по определению технических характеристик автомобильного моста через реку Туманная на границе РФ и КНДР, однако позже проект был заморожен. 13 февраля 2024 года руководитель группы по взаимодействию Госдумы и парламентариями КНДР Казбек Тайсаев сообщил о возобновлении работ. 19 июня 2024 года в ходе визита российской делегации в КНДР было подписано соглашение о строительстве пограничного автомобильного моста через реку Туманная.
Российская Федерация планирует построить мост, который напрямую соединит территорию Дальнего Востока и КНДР. 30 апреля 2025 года в Приморском крае началось строительство автомобильного моста через пограничную реку Туманная. 

### Трудовые ресурсы
Страны традиционно сотрудничают в сфере трудоустройства. Россия ежегодно предоставляет 35 тыс. рабочих мест для трудоустройства рабочих из КНДР.